# 哈米德·阿尔滕托普
哈米提·阿尔滕托普（土耳其語：Hamit Altıntop，1982年12月8日—），土耳其足球运动员。

## 生涯
哈米德·阿尔滕托普與其雙胞胎兄哈利勒·阿尔滕托普同時出生於德國，兩人於同年成為了業餘球會華登舒特足球俱樂部，兩兄弟同時於2001年至2002年的球季晉升至一隊。當中，哈米德·阿尔滕托普在31場的球賽中攻入4球，次季，哈米德·阿尔滕托普的表現有所進步，共上陣33場進球7球。
於2003年至2004年的球季，哈米德·阿尔滕托普加盟頂級聯賽的沙尔克04，在新的球會中，哈米德·阿尔滕托普得到信任，上陣了整整30場聯賽，取得5球進球，他在首場為沙尔克04上陣的聯賽中，施展的兩記遠射令球會戰勝長期敵對球會多蒙特。
於新的一個赛季中（2005年至2006年）的歐聯分組賽上，哈米德·阿尔滕托普的攻門令球會能以2:2與AC米蘭言和，取得1分。而然，不少人也對他大為滿意，並球會領隊曾表示：「哈米德·阿尔滕托普是一位有高天份的球員，他極之聰明，擁有個人技巧之餘，在中場的能力也十分出色。」
在國家隊中，阿尔滕托普在2月18日對丹麥的球賽中第一次披甲上陣，共上陣15場，未有進球。